# Lake Stickney
Lake Stickney az Amerikai Egyesült Államok északnyugati részén, Washington állam Snohomish megyéjében elhelyezkedő település.
Lake Stickney önkormányzattal nem rendelkező, úgynevezett statisztikai település; a Népszámlálási Hivatal nyilvántartásában szerepel, de közigazgatási feladatait Snohomish megye látja el. A 2010. évi népszámlálási adatok alapján 7777 lakosa van.
2010 előtt a statisztikai körzethez tartozott a Paine repülőtér is, így a település a Paine Field–Lake Stickney nevet viselte.

## Népesség
A település népességének változása:
| Lakosok száma | 24 383 | 7777 | 15 413 |
|               | 2000   | 2010 | 2020   |

## Fordítás
- Ez a szócikk részben vagy egészben  a   Lake Stickney, Washington című angol Wikipédia-szócikk ezen változatának fordításán alapul.  Az eredeti cikk szerkesztőit annak laptörténete sorolja fel. Ez a jelzés csupán a megfogalmazás eredetét és a szerzői jogokat jelzi, nem szolgál a cikkben szereplő információk forrásmegjelöléseként.